# Паевере
Па́евере (ест. Paevere küla) — село в Естонії, у волості Ляене-Сааре повіту Сааремаа.

## Населення
Чисельність населення на 31 грудня 2011 року становила 47 осіб.

## Географія
Поблизу села проходить автошлях 78 (Курессааре — Кігелконна — Веере).
На схід від села тече річка Кярла (Kärla jõgi).

## Історія
До 12 грудня 2014 року село входило до складу волості Кярла.

## Пам'ятки природи
На південний схід від села розташовується заказник Муллуту-Лооде (Mullutu-Loode hoiuala), площа — 5220,6 га (58°15′19″ пн. ш. 22°21′1″ сх. д. / 58.25528° пн. ш. 22.35028° сх. д.).